# 计算机科学与探索
《计算机科学与探索》创刊于2007年，是中国大陆信息科技类月刊，编辑部位于北京市。此刊物由华北计算技术研究所主办。
《计算机科学与探索》在2018年被中华人民共和国国家新闻出版广电总局新闻报刊司评为2017年全国“百强报刊”。